# Jioji Konrote
Jioji Konousi „George“ Konrote (* 26. prosince 1947 Rotuma) je fidžijský politik, generálmajor a od roku 2015 prezident Fidži.

## Životopis
Po vystudování základní a střední školy na Fidži byl v květnu 1966 zařazen do RFMF. V roce 1970, kdy Fidži získalo nezávislost, byl přidělen k novozélandským vojenským silám a o rok později vstoupil do australské důstojnické výcvikové školy, kterou vystudoval následující rok jako druhý poručík fidžijského pěšího pluku. V letech 1974–1975 byl přidělen do britské armády jako důstojník pěchoty v Hongkongu.
Během mise UNIFIL velel praporům fidžijských vojáků na mírových misích v Libanonu a následně se stal zástupcem velitele sil operace UNIFIL a nakonec zástupcem tajemníka OSN a velitelem sil v Libanonu. Jako uznání svých výkonů v těchto oborech získal několik vyznamenání.
Následně pokračoval ve svých vojenských studiích na Vojenské akademii Austrálie a poté v roce 2000 vystudoval národní a mezinárodní bezpečnostní program na Harvardově univerzitě. V letech 2001–2006 byl fidžijským vysokým komisařem a velvyslancem v Austrálii.
Poté, co se vrátil zpátky na Fidži, vstoupil do politiky, když kandidoval jako nezávislý kandidát v parlamentních volbách v květnu 2006. Přestože byl zvolen bez politické příslušnosti, byl jmenován ministrem zahraničí, ale jeho post náhle skončil, když vláda byla 5. prosince 2006 sesazena při vojenském převratu vedeném Frankem Bainimaramou. V parlamentních volbách v roce 2014 znovu kandidoval ale za stranu FijiFirst a byl zvolen. V září 2014 byl následně jmenován ministrem pro pracovní příležitosti, produktivitu a průmyslové vztahy. Dne 12. října 2015 byl parlamentem zvolen novým prezidentem Fidži.
Do druhého a zároveň posledního tříletého funkčního období byl zvolen 31. srpna 2018. Navržen byl premiérem Bainimaramou a při volbě neměl žádného protikandidáta. Toto období zahájil 5. listopadu 2018.